# ГЕС Гранд-Фолс
ГЕС Гранд-Фолс – гідроелектростанція на канадському острові Ньюфаундленд. Знаходячись перед ГЕС Бішоп-Фолс (22 МВт), становить верхній ступінь каскаду на річці Exploits, яка впадає до затоки Exploits на північному узбережжі острова.
В межах проекту річку перед порогом Гранд-Фолс перекрили водозливною бетонною гравітаційною греблею висотою 6,1 метра та довжиною 259 метрів. Щорічно її тимчасово нарощували на 0,9 метра за рахунок дерев'яних щитів, котрі ламались при великому напорі води, забезпечуючи таким чином додаткову пропускну здатність споруди. У другій половині 2010-х гребля пройшла модернізацію зі встановленням гумового надувного елементу, котрий виконуватиме функцію зазначених вище щитів. Ліворуч від греблі починається дериваційний канал довжиною 0,47 км, який переходить у три короткі (біля сотні метрів кожен) напірні водоводи.
Перший гідроагрегат на Гранд-Фолс ввели в експлуатацію у 1906 році, після чого станція неодноразово проходила модернізацію. Станом на 2016 рік тут працювали агрегати № 4 потужністю 29 МВт, № 5—8 по 4 МВт кожен та № 9 з показником 30 МВт (останній встановили за проектом Beeton у 2003 році). Це обладнання з турбінами типу Френсіс використовує напір у 30,5 метра.
Можливо також відзначити, що накопичення ресурсу в інтересах каскаду відбувається за 85 км вище по течії від Гранд-Фолс. Для цього на виході річки з природного озера Ред-Індіан-Лейк звели греблю Exploits, яка дає змогу регулювати рівень поверхні в цій водоймі між позначками 148 та 157 метрів НРМ. Враховуючи площу озера – 250 м2 – це дає змогу утримувати великий корисний об'єм.